# Бояна Стаменов
Бояна Стаменов (серб. Bojana Stamenov (Боjана Стаменов), нар. 24 червня 1986) — сербська співачка, представниця Сербії на Євробаченні 2015 у Відні із піснею Цео свет je моj.